# L'isola del sogno
L'isola del sogno è un film del 1947 diretto da Ernesto Remani. Il cast conta, tra gli altri, Guglielmo Barnabò, Carlo Campanini, Silvana Jachino, Carlo Lombardi, Flora Marino, Clelia Matania e Giacomo Rondinella.

## Trama
Un compositore, Giorgio Nardi, sta lavorando alla realizzazione di una nuova rivista teatrale chiamata "L'isola del sogno" ma, a causa dei rumori e del caos della città di Napoli, non riesce a concentrarsi e portare avanti il suo progetto. Così il suo impresario, Cerboni, lo manda a Capri insieme al suo caro amico, il tenore Gianni.
Per evitare ogni possibile distrazione, l'impresario decide di non dargli alcun anticipo ed i due, per poter andare avanti ed avere qualche soldo, saranno costretti a farsi scritturare dall'Hotel Miramare, Giorgio come direttore d'orchestra e Gianni come cantante. In questa occasione conoscono due ragazze e se ne innamorano: il primo frequenta la giovane proprietaria dell'albergo, mentre l'altro incomincia una relazione con la figlia di un ricco industriale, il quale cerca a lungo di ostacolare la loro storia ma poi, avendo compreso le buone intenzioni del cantante, acconsentirà alle nozze .